# Nuno Júdice
Nuno Manuel Gonçalves Júdice Glória, meglio conosciuto come Nuno Júdice (Portimão, 29 aprile 1949 – Lisbona, 17 marzo 2024), è stato un poeta e scrittore portoghese.

## Biografia
Autore prolifico, la cui opera poetica è stata tradotta in diverse lingue fra cui l'italiano, Nuno Júdice fu direttore delle riviste letterarie Tabacaria (edita da Casa Fernando Pessoa) e Colóquio-Letras (edita da Fondazione Calouste Gulbenkian), nonché dell'Istituto Camões di Parigi. Fu uno dei poeti portoghesi più riconosciuti, a livello internazionale, a cavallo fra la fine del XX secolo e l'inizio del XXI secolo.

## Opere

### Opere tradotte in italiano
- 2023 - La casa della poesia
- 2021 - Ritorno allo scenario campestre
- 2020 - La cospirazione Cellamare